# 新潟市立白南中学校
新潟市立白南中学校（にいがたしりつはくなんちゅうがっこう）は、新潟県新潟市南区茨曽根に所在する公立中学校。

## 概要
2003年に開校。2025年度の生徒数は111名。

## 沿革
- 1995年（平成7年）
  - 7月 - 白根市立中学校施設整備審議会設置
  - 10月 - 白根市立中学校施設整備審議会が、新飯田、茨曽根、庄瀬地区を学区とする南中学校の建設を答申
- 2000年（平成12年）12月 - 校名「白南中学校」に内定
- 2001年（平成13年）5月 - 白南中学校PTA準備会発足
- 2003年（平成15年）
  - 3月 - 新飯田中学校、庄瀬中学校閉校
  - 4月 - 白南中学校開校
- 2005年（平成17年）3月 - 新潟市への編入合併に伴い新潟市立白南中学校と改称。

## 交通
JR信越本線羽生田駅より車で9分。

## 著名な卒業生
- 吉田早穂（ソプラノ歌手）